# NGC 3209
NGC 3209 é uma galáxia elíptica (E) localizada na direcção da constelação de Leo. Possui uma declinação de +25° 30' 17" e uma ascensão recta de 10 horas, 20 minutos e 38,5 segundos.
A galáxia NGC 3209 foi descoberta em 19 de Fevereiro de 1827 por John Herschel.